# Kloster San Pastore
Kloster San Pastore, die 576. mittelalterliche Mönchsabtei des Ordens, war ein Zisterzienserkloster in der Gemeinde Contigliano in Latium, Italien.

## Geschichte

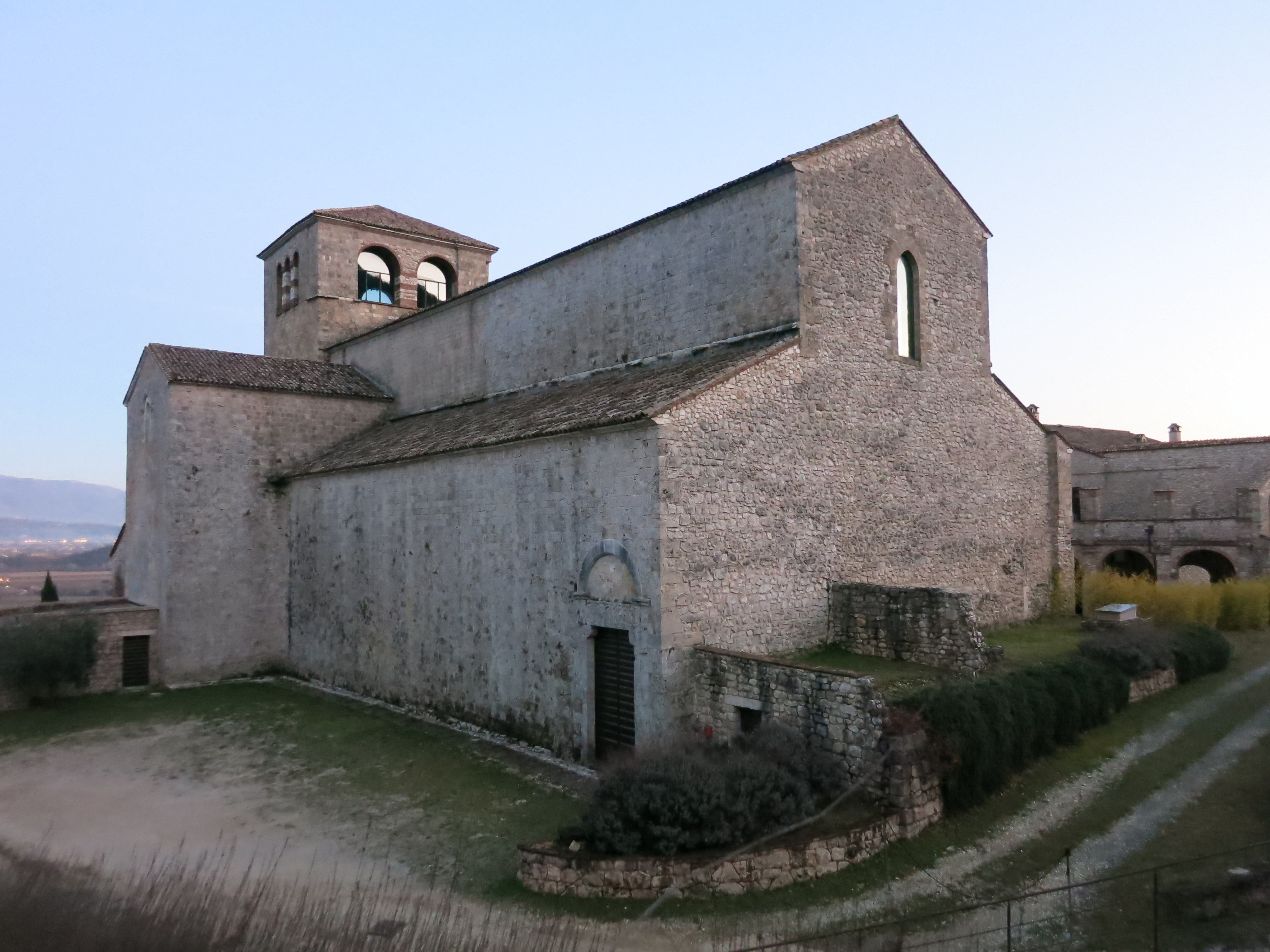
Kirche

Das Kloster lag bei Rieti in der gleichnamigen Provinz. Die Mönche des Klosters San Matteo di Montecchio bei Rieti baten 1218 um Aufnahme in den Zisterzienserorden. Ein Konvent aus Kloster Casanova (Abruzzen) übernahm die Reform des Klosters, das somit der Filiation der Primarabtei Clairvaux angehörte. Wegen des sumpfigen und fieberträchtigen Geländes wurde die Abtei alsbald (gegen 1236) in die vom Kloster San Benedetto de Fundis erworbene, nur einige Kilometer entfernte Kirche San Pastore in Greccio verlegt. Die Einrichtung der neuen Abtei San Pastore dauerte bis 1255 (umstritten). Das Kloster blühte über 200 Jahre und fiel dann in Kommende und wurde zu Beginn des 16. Jahrhunderts verlassen. 1580 siedelte der Kommendatarabt Kardinal Colonna einige Regularkanoniker an, die für etwa 100 Jahre blieben. 1834 verkaufte die Apostolische Kammer den Klosterkomplex, der später in Ruinen fiel, an die Merchesi Potenziani aus Rieti. Heute beherbergt die Abtei eine Restauration für Hochzeitsfeierlichkeiten und Bankette.

## Anlage und Bauten

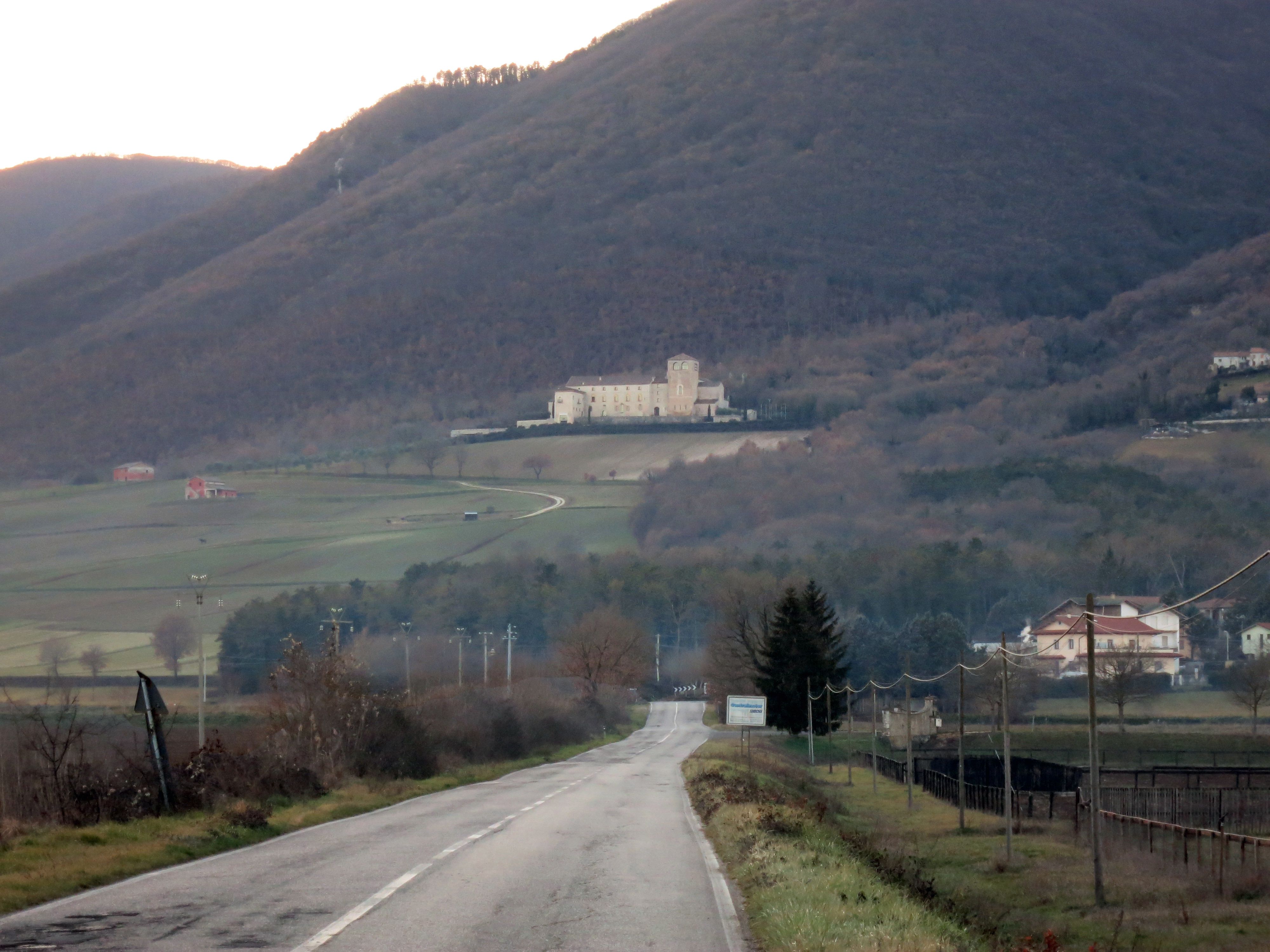
Blick aus dem Tal

Die Architektur der Kirche orientiert sich am Bau der Kathedrale von Rieti. Es handelt sich um eine kreuzförmige Basilika mit dreischiffigem Langhaus zu 5 Jochen, Querhaus und rechteckigem Chor. Von den Klausurgebäuden sind Kapitelsaal, Parlatorium, Mönchssaal und Refektorium sowie ein Teil des Kreuzgangs erhalten.